# Tengerzöld sáska
A tengerzöld sáska (Aiolopus thalassinus) a sáskafélék családjába tartozó, Eurázsiában, Afrikában és Ausztráliában honos sáskafaj.

## Megjelenése
A tengerzöld sáska testhossza a hím esetében 15-21 mm, a nőstény 19-29 mm. Közepes termetű, karcsú testalkatú faj. Alapszíne zöld vagy - inkább a hímek esetében a szürkésbarna. Keskeny szárnya jóval túlér a potrohon. Az elülső szárny világos-sötét keresztsávozott, kisebb-nagyobb foltos; a hátsó szárny töve sárgászölden behintett. Jó röpképességű, főleg a hímek mozgékonyak. A hátsó comb karcsú, 4-4,5x olyan hosszú mint széles, a lábszár felső harmada elefántcsontszínű-feketén gyűrűzött, lejjebb narancsvörös. 
Nem ciripel. A párzási időszakban a hímek lágy, zümmögő hangokkal vetélkednek egymással.

### Hasonló fajok
A déli áttelelősáska hasonlít hozzá.

## Elterjedése
Dél-Európában, Közép-Európa déli részén, Ázsiában, Ausztráliában, Észak- És Dél-Afrikában honos. Magyarországon főleg az Alföldön gyakori, tömeges is lehet. 

## Életmódja
Szikes puszták, száraz gyepek, folyó- és tópartok lakója. Inkább a nyíltabb területeket kedveli, kerüli a dúsabb növényzetet. Lárvája fejlődéséhez nedves talaj szükséges, többnyire álló vagy folyóvizek partján. Az imágók a szárazabb növénytársulásokat is kedvelik.
Kifejlett egyedeivel július végétől október elejéig találkozhatunk. Dél-Európában át tud telelni, így kora tavasszal is megfigyelhető. A nőstény nedves talajba rakja petéit. A lárvák a következő év tavaszán kelnek ki és négy-ötször vedlenek.

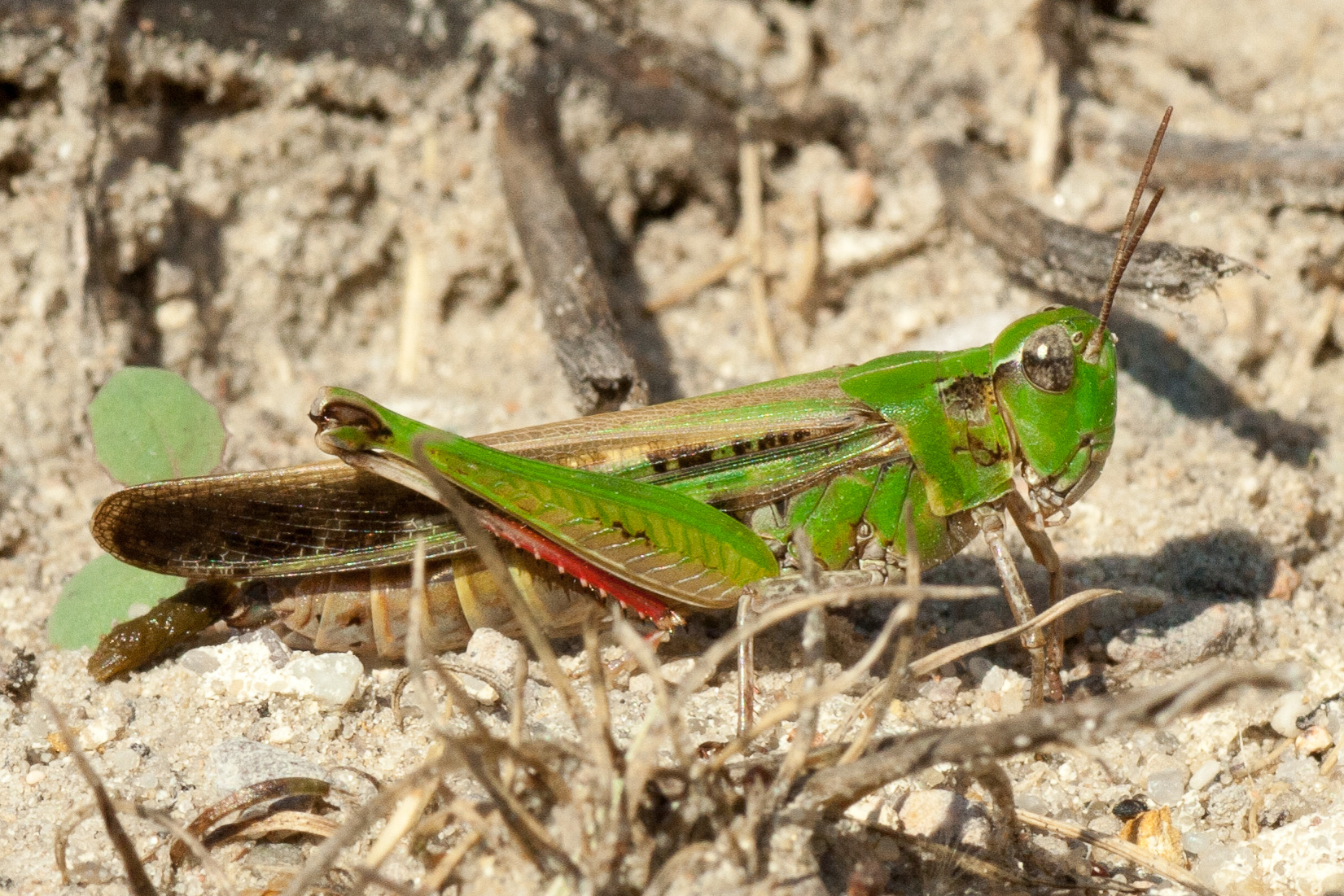
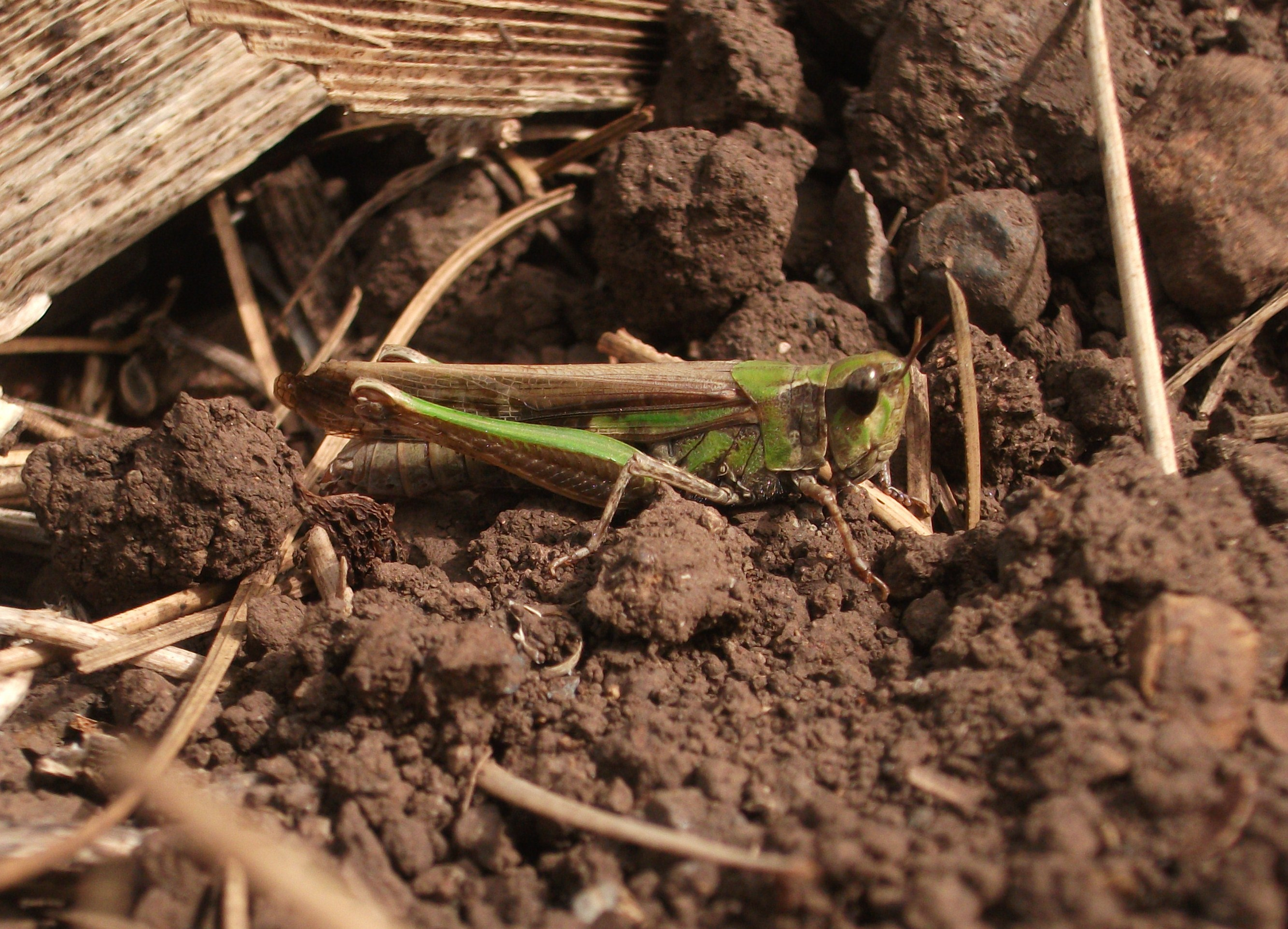
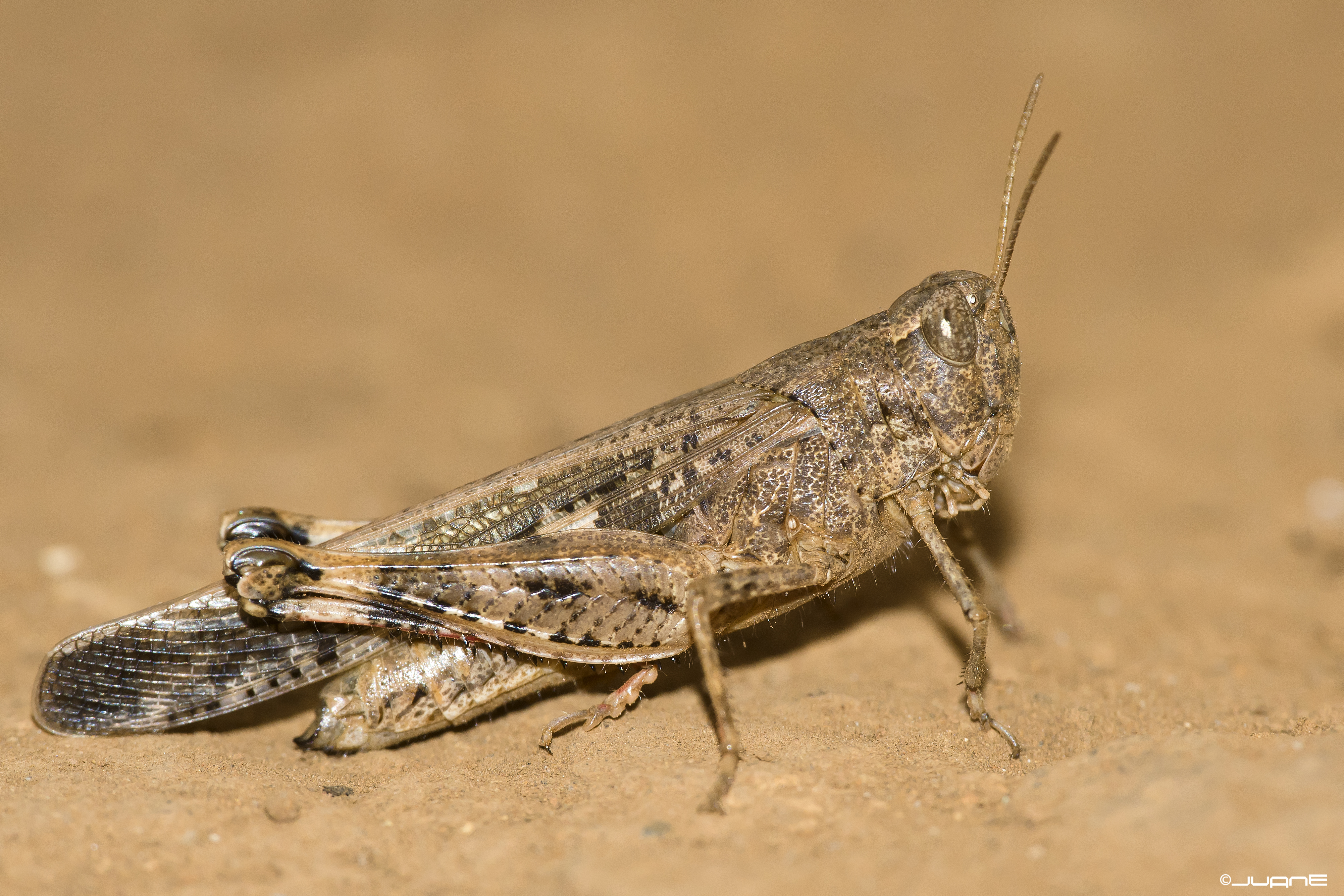

Magyarországon nem védett.